# Edwin C. Webb
Edwin Clifford Webb (1921–2006) est un biochimiste britannique.

## Biographie
Il étudie les gaz neurotoxiques à l'Université de Cambridge où il est Beit Fellow et conférencier. Il y obtient son doctorat, travaillant dans le laboratoire de Malcolm Dixon et continuant à collaborer avec lui dans l'étude des enzymes. Ensemble, ils écrivent un manuel classique sur le sujet, Enzymes, qui est publié pour la première fois par Longmans en 1958. Il prend ensuite une chaire de biochimie à l'Université du Queensland mais continue à collaborer avec Dixon sur d'autres éditions,. En 1970, il devient vice-chancelier adjoint du Queensland et en 1975, il est le deuxième vice-chancelier de l'Université Macquarie. Il prend sa retraite en 1986 mais continue à travailler sur la liste des enzymes de l'Union internationale de biochimie et de biologie moléculaire (IUBMB) tout en vivant à Townsville.

## Recherches
Il écrit son premier article avec Kenneth Bailey sur la pyrophosphatase de levure, le premier de nombreux articles sur les enzymes. Il est suivi de plusieurs articles sur les gaz neurotoxiques, par exemple sur l'anti-lewisite britannique avec Ruth van Heyningen. La collaboration de recherche avec Malcolm Dixon commence par une étude des phosphotransférases et se poursuit avec d'autres travaux, à la fois théoriques et expérimentaux.
Après avoir déménagé dans le Queensland, Webb collabore avec Burt Zerner sur l'uréase du haricot Jack, en commençant par une étude de sa purification et de son dosage, suivi d'autres articles sur la même enzyme. Il travaille également avec Zerner sur d'autres enzymes, notamment les carboxylestérases.
L'intérêt de Webb pour la nomenclature biochimique commence au début de sa carrière et après la publication de la compilation IUBMB pour la dernière fois sous forme de livre imprimé, il écrit un article rétrospectif à ce sujet.